# بخش سالم (شهرستان اوگلایز، اوهایو)
بخش سالم (به انگلیسی: Salem Township) یک منطقهٔ مسکونی در ایالات متحده آمریکا است که در شهرستان اوگلایز واقع شده‌است.
 بخش سالم ۶۴٫۲ کیلومتر مربع مساحت و ۴۹۸ نفر جمعیت دارد و ۲۴۹ متر بالاتر از سطح دریا واقع شده‌است.